# Johann Karl von Langen
Johann Karl von Langen (* 9. Oktober 1784 in Annaburg; † 7. Juni 1849 in Breslau) war ein preußischer Generalmajor und Kommandant der Festung Silberberg.

## Leben

### Herkunft
Seine Eltern waren der sächsische Major und Direktor der Soldaten-Knaben-Erziehungsanstalt in Annaburg Johann von Langen († 19. März 1792) und dessen Ehefrau Friederike Elisabeth, geborene von Grassen.

### Militärkarriere
Langen besuchte zunächst ab 5. Juli 1796 die Fürstenschule St. Afra in Meißen und anschließend ab 1. März 1798 als sächsischer Kadett die Ritterakademie in Dresden. Er trat dann 1800 in sie Sächsische Armee ein und avancierte bis November 1802 zum Portepeefähnrich im Infanterie-Regiment „von Thümmel“. Am 30. Mai 1806 wurde er zum Sekondeleutnant befördert und nahm während des Vierten Koalitionskrieges an der Schlacht bei Jena teil. Am 27. Februar 1809 wurde er Premierleutnant im Infanterie-Regiment „von Metzsch“ und am 4. April 1811 in das Infanterie-Regiment „von Rechten“ versetzt. Am 23. Januar 1812 wurde er zum Hauptmann und Adjutant im Generalstab ernannt. Während Russlandfeldzuges kämpfte er 1812 mit der Grande Armée in den Gefechten bei Lubonell, Olczanta, an der Lesza, bei Bialla, Lapinice und Wolkowysk, wo er sich den Militär-St.-Heinrichs-Orden erwarb. Am 30. November 1812 wurde er dann Kompaniechef im Regiment „König“.
Während der Befreiungskriege kämpften Langen mit den Sachsen zunächst auf der Seite Napoleons in den Schlachten bei Großbeeren und Dennewitz. Bevor die Sachsen die Seite wechselten, erhielt er am 3. Oktober 1813 seine Beförderung zum Major im 2. Grenadier-Bataillon. Langen nahm dann an den Belagerungen von Torgau und Maubeuge teil, sowie den Gefechten von Wittstock, Marzahne, Courtray, Oudenarde, Lüttich und Aubervilliers. Nach der Rückkehr Napoleons wechselte er am 17. Mai 1815 in preußische Dienste. Dort kam er als Major mit Patent vom 20. Januar 1814 in das 1. Schlesische Infanterie-Regiment (Nr. 10) und kämpfte dann bei Belle Alliance, wo er das Eiserne Kreuz II. Klasse bekam.
Am 30. März 1821 avancierte Langen zum Oberstleutnant und im Jahr 1825 erhielt er das Dienstkreuz. Am 6. Mai 1826 wurde er zum Mitglied der Prüfungskommission der Einjährig-Freiwilligen für den Regierungsbezirk Breslau ernannt. Am 30. März 1828 folgte seine Beförderung zum Oberst und am 30. März 1832 ernannte man Langen zum Kommandanten der Festung Silberberg. Dazu bekam er am 13. April 1832 die Genehmigung weiter die Uniform des 10. Infanterie-Regiments zu tragen. Am 30. März 1836 erhielt er den Charakter als Generalmajor. Am 31. August 1837 bekam er zusätzlich eine Prämie von 500 Talern, bevor er am 4. Oktober 1838 mit einer Pension von 1400 Talern Disposition gestellt wurde. Er starb am 7. Juni 1849 in Breslau während einer Choleraepidemie, kurz nach seiner Frau.

### Familie
Langen heiratete am 21. April 1816 in Klitzschen Luise Armgard Karoline von Briesen (* 25. Januar 1796; † 2. Juni 1846). Das Paar hatte mehrere Kinder:
- Hans Karl Siegfried (* 13. März 1817), preußischer Oberst
- Luise (* 6. März 1818; † 1. Juni 1849) ⚭ 1845 Karl Gustav Leopold Schuler von Senden (1804–1893)[1], Sohn des Generals Friedrich Schuler von Senden
- Hedwig Luitgarde Natalie (* 22. April 1819)
- Hans Reinhold Willibald (* 18. Juni 1823)
- Hans Oskar Theobald (* 20. Dezember 1826)
- Selma Ottilie Adelheid (* 6. November 1827; † 7. März 1829)